# Supersede
Das Verb superseden (aus dem Englischen to supersede = ersetzen) bezeichnet im Usenet das Versenden einer durch Software automatisch auswertbaren Empfehlung, einen Usenetartikel durch einen neueren zu überschreiben. Dabei wird ein normales Posting verschickt, ergänzt um den folgenden Header:
```
Supersedes: 
<
messageid@server.example
>
```

Newsreader, also die Programme, mit denen man am Usenet teilnimmt, haben im Allgemeinen eine Funktion (Schaltfläche o. dgl.) namens „Nachricht überschreiben“, „Supersede Usenet Message“ oder ähnlich, um eine Supersede-Message zu erzeugen und abzuschicken.